# Nobody's Love
Nobody's Love è un singolo del gruppo musicale statunitense Maroon 5, pubblicato il 24 luglio 2020 come secondo estratto dal settimo album in studio Jordi.

## Video musicale
Il video musicale, diretto da David Dobkin, è stato reso disponibile in concomitanza con l'uscita del brano attraverso il canale YouTube del gruppo.

## Tracce
Testi e musiche di Adam Levine, B Ham, Jacob Kasher Hindlin, Jordan J. Johnson, Kareen Lomax, Michael Pollack, Nija Charles, Rosina Russell, Ryan Ogren e Stefan Johnson.
Download digitale
1. Nobody's Love – 3:31

Download digitale – remix
1. Nobody's Love (Remix) (feat. Popcaan) – 3:31

## Formazione
Gruppo
- Adam Levine – voce, chitarra
- James Valentine – chitarra
- Jesse Carmichael – chitarra
- PJ Morton – tastiera

Altri musicisti
- Michael Pollack – cori
- Nija Charles – cori
- Pierre Luc Riox – chitarra

Produzione
- The Monsters & Strangerz – produzione, produzione vocale
- B Ham – produzione aggiuntiva
- German – produzione aggiuntiva
- Ryan OG – produzione aggiuntiva
- Gian Stone – produzione vocale
- Noah "Mailbox" Passovoy – produzione vocale
- Șerban Ghenea – missaggio

## Classifiche
| Classifica (2020) | Posizione massima |
| ----------------- | ----------------- |
| Belgio (Fiandre)  | 56                |
| Belgio (Vallonia) | 37                |
| Canada            | 33                |
| Corea del Sud     | 118               |
| Croazia           | 17                |
| Grecia            | 89                |
| Irlanda           | 65                |
| Lituania          | 60                |
| Portogallo        | 119               |
| Regno Unito       | 84                |
| Singapore         | 25                |
| Stati Uniti       | 41                |